# Bürgle (Zimmern)
Das Bürgle ist eine abgegangene Burg im Gewann „Burgle“ (Flurname „Bürgle“) östlich von Zimmern, einem Ortsteil von Bisingen im Zollernalbkreis in Baden-Württemberg.
Vermutlich war die Burg in der ersten Hälfte des 12. Jahrhunderts der Sitz des letztmals 1156 nachweisbaren Graf Gottfried von Zimmern, ein Zoller und Bruder der Burggrafen von Zollern, der sich nach dem Ort benannte, was auf eine Erbauungszeit der Burg in der ersten Hälfte des 12. Jahrhunderts weist. Nach 1576 gehörte der Ort zu Hohenzollern-Hechingen.